# ديليا شتاينبرغ غوزمان
ديليا شتاينبرغ غوزمان (بالإسبانية: Delia Steinberg Guzmán)‏ هي عازفة بيانو وكاتِبة أرجنتينية، ولدت في 7 يناير 1943 في بوينس آيرس في الأرجنتين.